# Walter Gloede
Walter Gloede (* 26. Januar 1909; † nach 1952) war ein deutscher Fußballspieler und -trainer. Als Spieler des Hamburger SV spielte er in den 1930er Jahren um die deutsche Meisterschaft, als Trainer betreute er in den 1950er Jahren Motor Gera in der DDR-Oberliga.

## Fußballspieler
Zur Saison 1930/31 kam Walter Gloede als Stürmer von St. Pauli Sport zum Hamburger SV. Dort wurde er bis 1933 dreimal Norddeutscher Meister und wurde auch in den drei Endrunden um die deutsche Fußballmeisterschaft eingesetzt. 1931 bestritt er bis zum Halbfinale (2:3 n. V. gegen Hertha BSC) alle drei Spiele des HSV und erzielte in der Achtelfinalbegegnung gegen den Beuthener SuSV das 1:0 beim 2:0-Sieg. 1932 schied der HSV bereits im Viertelfinale aus, Gloede war in beiden Endrundenspielen dabei. Sein letztes Endrundenspiel absolvierte er 1933 bei der Achtelfinalniederlage gegen Eintracht Frankfurt (1:4). Nach der Ligenreform im Dritten Reich spielte Gloede mit dem HSV bis 1937 in der Gauliga Nordmark. In seinen sieben Spielzeiten beim Hamburger SV absolvierte er 76 Ligaspiele, in denen er 20 Tore erzielte. In der Saison 1941/42 spielte Gloede für den 1. SV Gera in der Gauliga Mitte.
In den folgenden zwei Jahren spielte Gloede als Soldat der Wehrmacht in der Gauliga Generalgouvernement im besetzten Polen für die Deutsche Turn- und Sportgemeinschaft Tschenstochau, die mit ihm 1942 den Bernsteinpokal gewann sowie 1944 Meister des Distrikts Radom und Dritter bei der Gaumeisterschaft wurde.

## Fußballtrainer
1948/49 bis Oktober 1950 war Walter Gloede Trainer des FK Pirmasens. 
Auch nach dem Ende des Zweiten Weltkriegs war Gloede danach wieder in Gera ansässig. 1951 übernahm er nach der Hinrunde der DDR-Oberliga-Saison 1950/51 das Training der Betriebssportgemeinschaft (BSG) Motor Gera vom bisherigen Trainer Erich Dietel. Dieser hatte die Mannschaft bis zum Platz acht geführt, unter Gloede beendete die BSG Motor die Saison als Dreizehnter. Nachdem Gera nach acht Spieltagen in der Saison 1951/52 unter 19 Mannschaften auf dem 16. Platz gelandet war und nur einen Sieg erzielt hatte, wurde Gloede als Oberligatrainer abgelöst. Er tauchte danach nicht mehr im höherklassigen Fußball auf.